# Ondara
Ondara ist eine Kleinstadt in der Provinz Alicante in Spanien.
Die Stadt wurde von den Mauren erbaut. Jakob I. (Aragón) gliederte die Stadt 1244 dem Königreich Valencia an, welches zur Krone von Aragonien gehörte.

## Sehenswertes

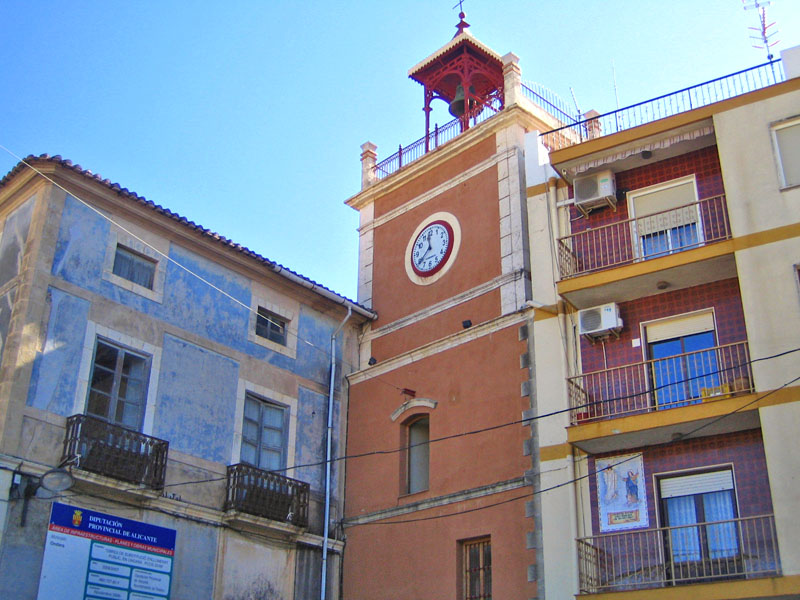
Torre del Relotge

Die typisch arabische Bauweise der Häuser und Straßen ist heute noch gut ersichtlich.
Sehenswert sind
- das im 17. Jahrhundert erbaute Rathaus,
- die im Jahre 1957 renovierte Stierkampfarena,
- zwei Kirchen aus dem 16. und 17. Jahrhundert
- der Torre del Relotge (Uhrturm), einziger Rest der ursprünglich viertürmigen maurischen Burg und
- ein 150 Jahre alter Brunnen.

Die Schutzheilige Ondaras ist die Virgen de la Soledad (Jungfrau der Einsamkeit).